# Корфиний
Корфи́ний  (лат. Corfinium) — город в Древней Италии, на восточной стороне Апеннин, к востоку от Рима. Руины города находятся у современного Корфинио, в провинции Л’Акуила регионе Абруццо.
Корфиний был главным городом италийского племени пелигнов и располагался на Валериевой дороге в долине реки Атерн (Aternus), недалеко от места, где она резко поворачивает на северо-восток к Адриатическому морю. Корфиний был одним из главных городов этой части Италии ещё до римского владычества, но он не упоминается в сохранившихся источниках вплоть до начала Союзнической войны 91—88 гг. до н. э., когда был выбран мятежными племенами в качестве столицы италийского государства и переименован в «Италику». Возможно, на этот выбор повлияли преимущества расположения города c военной точки зрения. В Италике заседал сенат и чеканилась монета государства. Судьба Корфиния по окончании войны в 88 году до н. э. неизвестна, но, вероятно, он сдался римлянам без сопротивления и поэтому не пострадал.
К началу гражданской войны между Юлием Цезарем и Гнеем Помпеем Корфиний сохранил свои позиции в качестве важного города благодаря сильной крепости. Он был захвачен 9 или 10 февраля 49 года до н. э. Луцием Домицием Агенобарбом с 30 когортами (около 15 тыс. солдат) и стал единственным городом, оказавшим серьёзное сопротивление цезарианцам во время их продвижения вглубь Италии. Только недовольство среди собственных сторонников вынудило Домиция сдаться после семидневной осады. Вместе с гарнизоном в плен попали несколько важных римских политиков: Цезарь отпустил их после клятвы верности, которую они вскоре нарушили.